# Kati Marcinowski
Kati Marcinowski (Fernández) (ur. 20 grudnia 1877 we Wrocławiu, zm. 1955) – niemiecko-argentyńska zoolożka.

## Życiorys
Córka Johannesa Christlieba (1833–1884) i Anny Clary Wilhelmine (1850–1932), siostra psychiatry i psychoanalityka Johannesa Jaroslawa Marcinowskiego (1868–1935). Studiowała na Uniwersytecie Fryderyka Wilhelma w Berlinie, na Uniwersytecie w Jenie i w Halle. Jej nauczycielami byli Franz Eilhard Schulze i Alfred Goldscheider. W 1905 roku przedstawiła dysertację doktorską Zur Entstehung der Gefässendothelien und des Blutes bei Amphibien. Praca była oparta na badaniach przeprowadzonych w laboratorium Arnolda Langa przy Uniwersytecie w Zurychu, nad histologią śródbłonka naczyń płazów. Zmarła w 1955 roku.
Jej mężem był argentyński zoolog Miguel Fernández (1882–1950).

## Wybrane prace
- Zur Entstehung der Gefässendothelien und des Blutes bei Amphibien. Inaugural-Dissertation. Mit 5 tafeln und 17 Figuren im Text.
- Zur Entstehung der Gefässendothelien und des Blutes bei Amphibien. Jenaische Zeitschrift für Naturwissenschaft 41 (1906)
- Parasitisch und semiparasitisch an Pflanzen lebende Nematoden. Springer, 1909
- Fernandez M, Fernandez-Marcinowski K. Die Entwicklung der Mulita. La Embriologia de la Mulita (Tatusia hybrida Desm.). Revista del Museo de La Plata (1915)
- M Fernandez, K Marcinowski-Fernandez, A Nelson: Genética general y humana y elementos de Biometria (1946)
- Elementos de la Bíometria, 1956